# Muang Kao (Xaysetha)
Muang Kao – wieś położona w południowo-wschodnim Laosie, w prowincji Attapu, w dystrykcie Xaysetha.